# Anna Chmelková
Anna Chmelková (née le 26 juillet 1944 à Špačince) est une athlète slovaque, spécialiste du 400 mètres.

## Carrière
Elle remporte le titre du 400 mètres lors des Championnats d'Europe 1966, devançant avec le temps de 52 s 9 la Hongroise Antónia Munkácsi et la Française Monique Noirot.
Sélectionnée dans l'équipe de Tchécoslovaquie lors des Jeux olympiques de 1968, Anna Chmelková s'incline dès le deuxième tour de l'épreuve du 400 m.

### Palmarès
| Date | Compétition           | Lieu     | Résultat | Performance |
| ---- | --------------------- | -------- | -------- | ----------- |
| 1966 | Championnats d'Europe | Budapest | 1re      | 400 m       |

### Records
| Épreuve | Performance | Lieu | Date |
| ------- | ----------- | ---- | ---- |
| 400 m   | 52 s 9      |      | 1966 |